# 我們的餐桌
《我們的餐桌》是由三田織所創作的日本漫畫。2021年11月23日，宣佈將獲改編為真人版電視劇。

## 出版書籍
| 卷數 | 幻冬舍        | 幻冬舍                | 東立出版社    | 東立出版社             |
| 卷數 | 發售日期      | ISBN                  | 發售日期      | ISBN                   |
| ---- | ------------- | --------------------- | ------------- | ---------------------- |
| 全   | 2017年1月24日 | ISBN 978-4-34483863-5 | 2018年2月26日 | ISBN 978-957-26-0217-1 |

## 電視劇
2023年4月6日至6月8日，並在6月15日播出特別篇，於BS-TBS播出。由犬飼貴丈和飯島寬騎主演。
臺灣由GagaOOLala於4月6日起跟播。

### 演員列表

#### 主要人物
- 穗積豐：犬飼貴丈

在設計公司上班，兒時因為跟繼兄相處不好並在飯桌上被繼兄嫌棄，對於與人一起吃飯這件事很抵觸，平常午飯也是一個人在公園吃自製的飯團，直到遇上上田一家，才終於又感受到了與重要的人一起吃飯的美好。
- 上田穣：飯島寬騎

暫時休學的大學生，因為母親去世而休學幫忙照顧弟弟，目前在拉麵店打工。
- 上田種：前山くうが

穰的弟弟。

#### 周邊人物
- 上田耕司：原田龍二[5]

穰和種的父親，深愛著自己去世的妻子。上田陶藝教室的老闆、陶藝師及陶藝老師。
- 大畑レイ：古畑星夏[5]

豐的同事，善解人意的女生，對於豐談戀愛之後變得開朗感到高興。
- 穗積勇樹：市川知宏[5]
- 後藤：てつじ[5]
- 奈央：玉田志織[5]
- 上田實花：長谷川葉生[5]

## 外部連結
- 官方網站（日語）
- 電視劇官方網站 （页面存档备份，存于）（日語）
  - 電視劇的X（前Twitter）
  - 電視劇的Instagram帳戶
  - 電視劇的TikTok